# Фалево (Тверская область)
Фалево — деревня в Кашинском районе Тверской области. Входит в состав Карабузинского сельского поселения (до 2006 года центр Фалевского сельского округа).
Находится в 19 км к юго-востоку от Кашина, на левом берегу реки Волга, почти напротив (чуть ниже) города Калязина, до которого в Советское время можно было переправиться на пароме.
Население по переписи 2002 года — 113 человек, 58 мужчин, 55 женщин.

## История
В ходе постройки Угличского водохранилища в 1937-40 годах деревня Фалево была перенесена на 1,5 км к северо-востоку, на более высокое место. До этого она находилась напротив правобережной деревни Песья (сейчас ул. Парковая в Калязине), выше (по Волге) города Калязина, рядом с почтовым трактом «Калязин-Кашин-Бежецк», и многие жители занимались извозом и переправой через Волгу. (Раньше над старым местом расположения деревни ходил паром Калязин — левый берег.)
По данным 1859 года казённая деревня Фалѣево  имела 200 жителей при 34 дворах. Во второй половине XIX — начале XX века деревня относилась к Флоровской (Фроловской) волости Калязинского уезда Тверской губернии.
С 1929 по 1976 год деревня входила в Калязинский район Калининской области, в 1930-50-е годы — в Собакинский сельсовет, потом в Шестаковский, в 1980-е уже была центром Фалевского сельсовета.
В 1997 году в Фалево 48 хозяйств, 132 жителя. Администрация сельского округа, неполная средняя школа, детсад, ДК, библиотека, медпункт, отделение связи, магазин.